# Josip Oblak
Josip Oblak (Španovica, Daruvar, 1937.), hrvatski politički emigrant i gerilac.
Iz Jugoslavije je pobjegao 1958. godine.
Bio je jednim od utemeljitelja Hrvatskog revolucionarnog bratstva 1961. godine.
Predvodio je zajedno s Ilijom Tolićem hrvatsku protu-režimsku gerilsku skupinu koja je 7. srpnja 1963. ušla na područje Jugoslavije, točnije Hrvatske, radi pokretanja oružanog ustanka s ciljem stvaranja samostalne hrvatske države. 
Poslije je po njemu i Oblaku dobila ime, Skupina Tolić – Oblak.
Kao i ostali članovi skupine, uhićen je neposredno nakon ulaska u Hrvatsku te osuđen na dugogodišnju zatvorsku kaznu. Dobio je kaznu od dvadeset godina robije. Kazna mu je poslije smanjena na petnaest. Za vrijeme istražnog postupka i za vrijeme robijanja bio je svakodnevno batinan. Robijao je u Staroj Gradišci (na četvrtom odjelu, s njim su bili Rado Pejić, Blaž Bordić, Ilija Ljeskarac, Krešo Parać, Krešo Mikolčić, Vlado Gotovac, Zlatko Tomičić, Makso Cargonja, Eugen Bratović, Drago Prlj, Josip Strmecki, doktor Posavec, Ivan Veljača, Anto Prozoran i dr.). Sigurnosno osoblje robijašnice je na njemu uvježbavalo znanja udaranja. Često je bio u samici. Zbog čestih je batina psihološki stradao, pa je poslije često vikao i zapomagao u snu.
Sahranjen je kod Križa blizu Dugog Sela.